# Neope
Neope är ett släkte av fjärilar. Neope ingår i familjen praktfjärilar.

## Bildgalleri

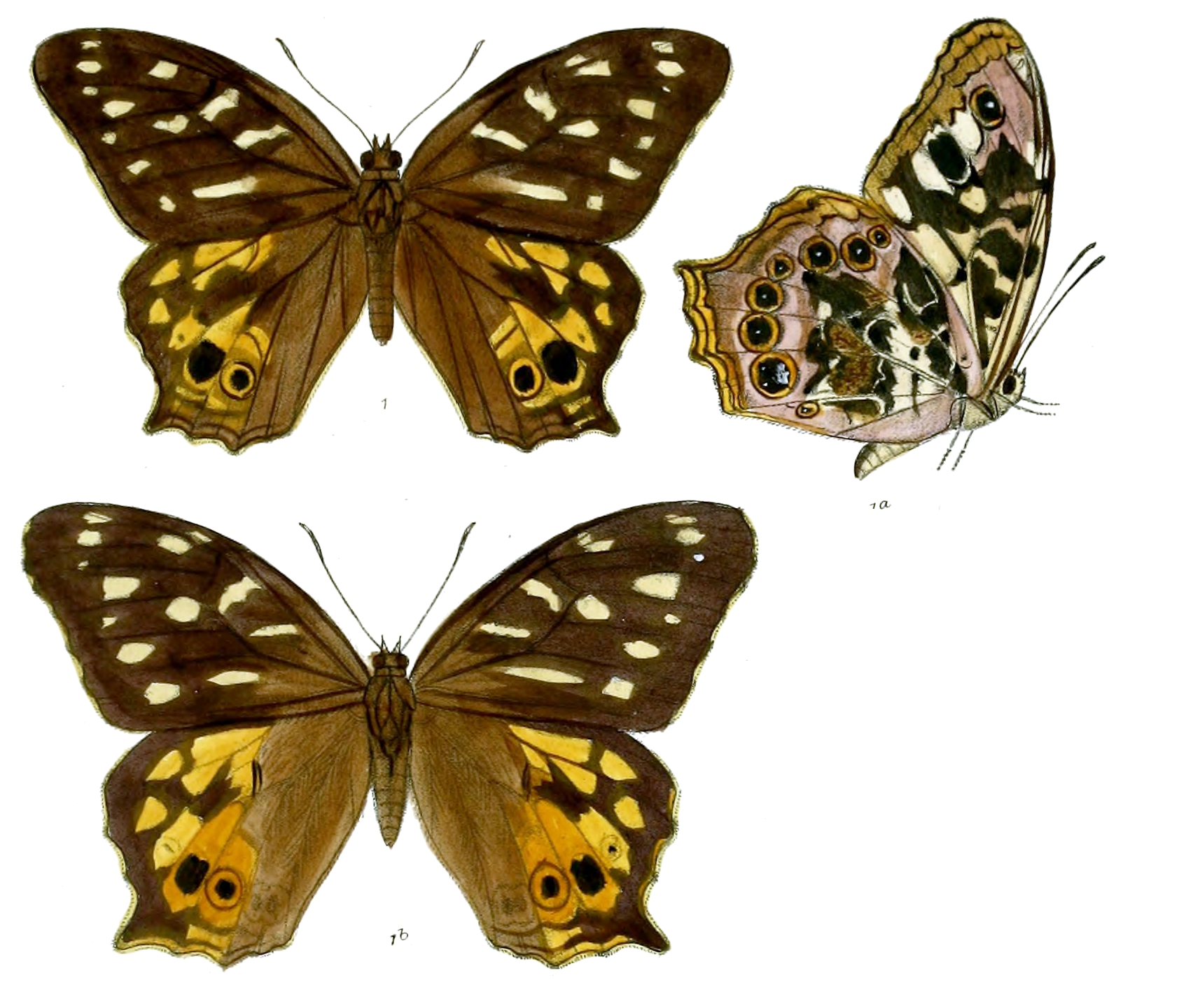
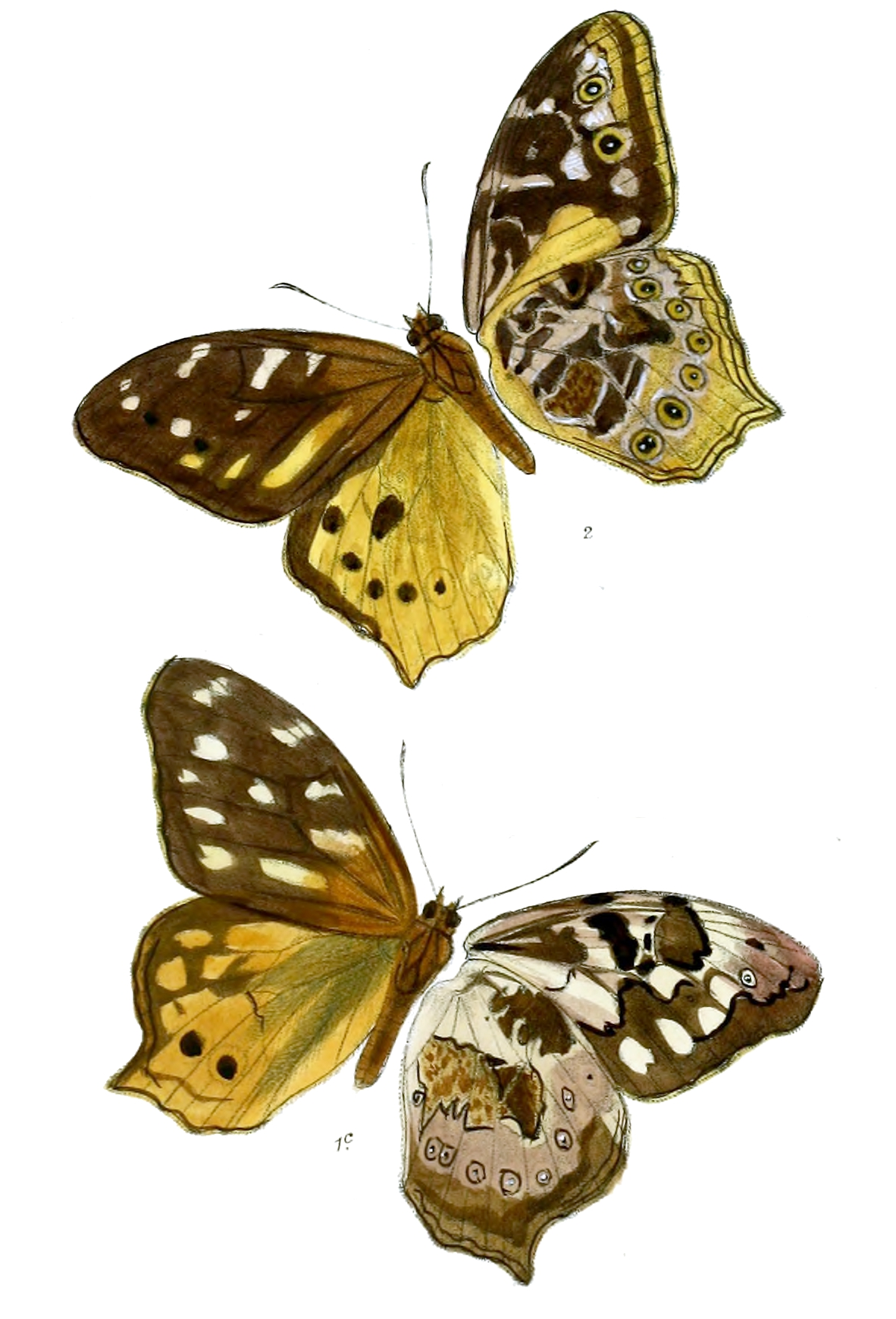
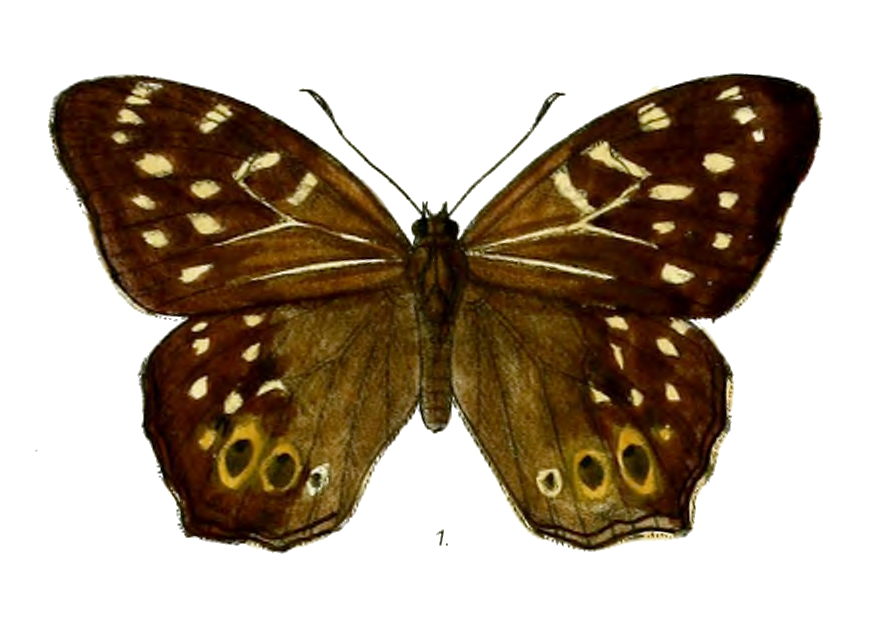
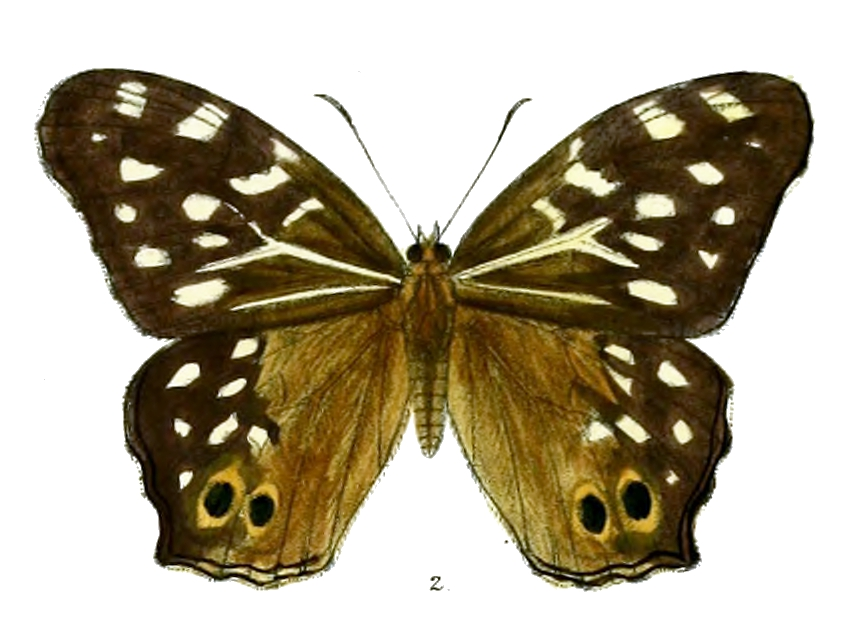
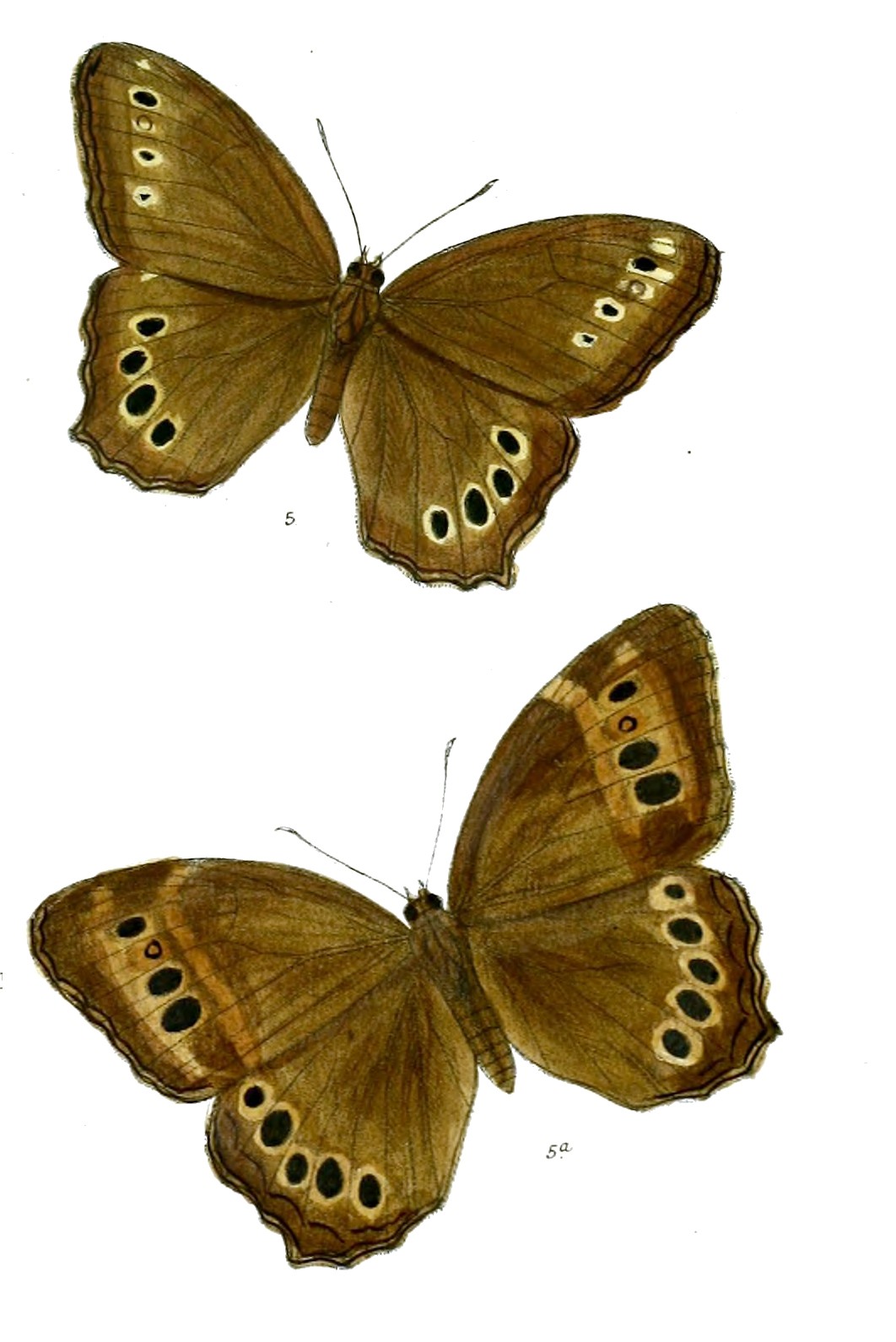
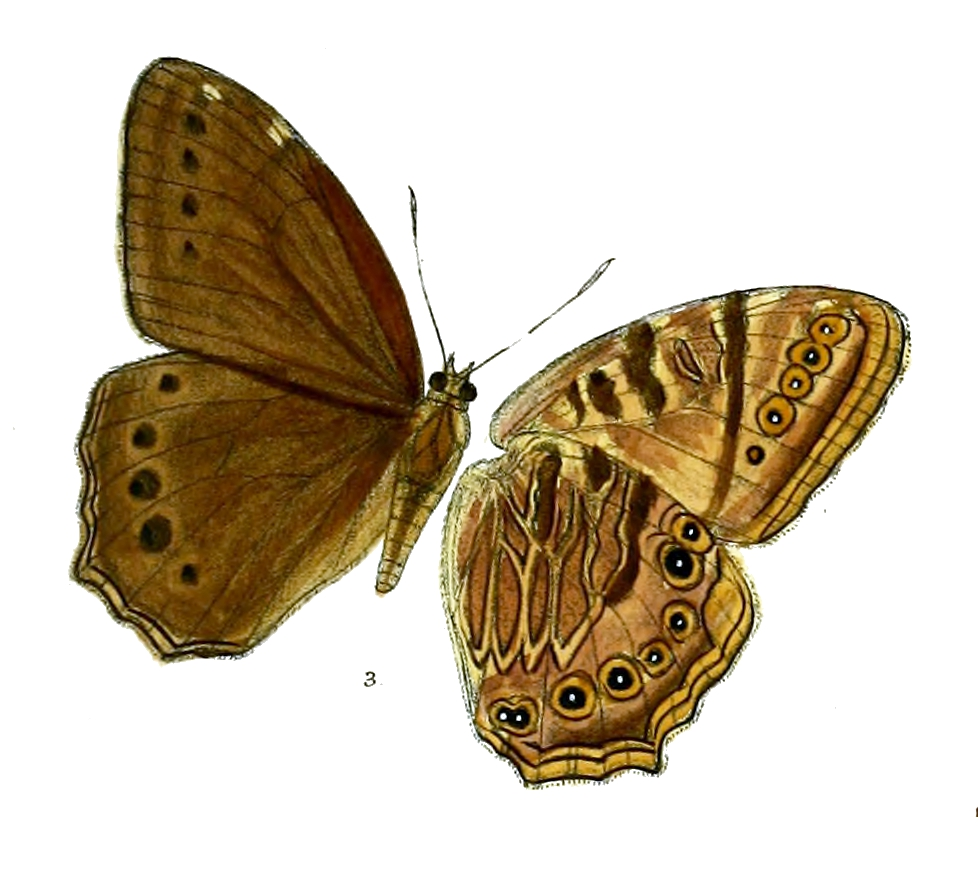

## Dottertaxa tillNeope, i alfabetisk ordning[1]
- Neope agrestis
- Neope albicans
- Neope alcas
- Neope armandii
- Neope beata
- Neope bhadra
- Neope bhima
- Neope bremeri
- Neope brunnescens
- Neope buckleyi
- Neope christi
- Neope contrasta
- Neope davidi
- Neope dealbata
- Neope didia
- Neope felderi
- Neope fusca
- Neope goschkevitschii
- Neope japonica
- Neope khasiana
- Neope kinpingensis
- Neope kurilensis
- Neope lacticolora
- Neope lahittei
- Neope marumoi
- Neope moorei
- Neope muirheadii
- Neope nagasawae
- Neope niphonica
- Neope oberthuri
- Neope pacifica
- Neope pandyia
- Neope plagiata
- Neope pulaha
- Neope pulahina
- Neope pulahoides
- Neope pulla
- Neope ramosa
- Neope romanovi
- Neope sagittata
- Neope segonacia
- Neope segonax
- Neope serica
- Neope simulans
- Neope solowiyofkae
- Neope stigmata
- Neope swinhonis
- Neope taiwana
- Neope tamur
- Neope tristis
- Neope watanabei
- Neope yama
- Neope yamoides
- Neope yunnanensis